# Euasteron johannae
Euasteron johannae là một loài nhện trong họ Zodariidae.
Loài này thuộc chi Euasteron. Euasteron johannae được Barbara C. Baehr miêu tả năm 2003.